# Павловское (Усть-Кубинский район)
Павловское — опустевшая деревня в Усть-Кубинском районе Вологодской области.
Входит в состав Высоковского сельского поселения (с 1 января 2006 года по 9 апреля 2009 года входила в Филисовское сельское поселение), с точки зрения административно-территориального деления — в Филисовский сельсовет. По переписи 2002 года население — 15 человек.

## География
Расстояние до районного центра Устья по автодороге — 27 км, до центра муниципального образования Высокого по прямой — 17 км. У южной окраины Павловского находилась деревня Ногтиха. Ближайшие населённые пункты — Новое, Заборье, Старое.

## Население
| 2010 |
| ---- |
| 0    |